# Smögens lotsutkik

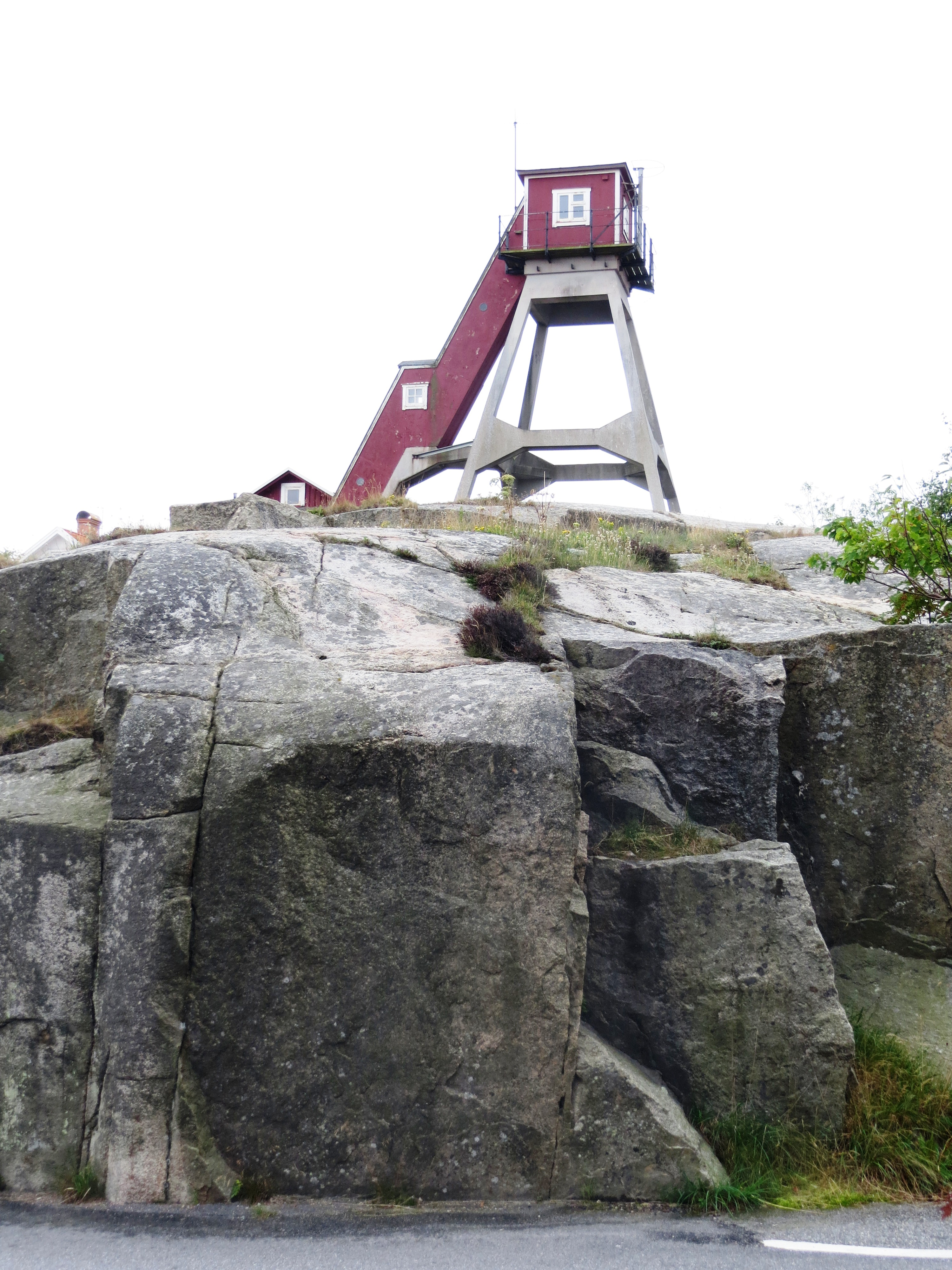
Smögens lotsutkik från en annan vinkel.

Smögens lotsutkik, var tidigare en lotsstation med utkik från Smögenön i Sotenäs kommun. Lotsutkiken på Smögen var i drift fram till 1969. Den är byggnadsminne sedan den 3 juni 1997. Nuvarande lotsstation ligger i Fiskebäcksvik i Brofjorden.
Lotsutkikar finns på flera ställen utmed Bohuskusten och merparten av dessa utgörs av en enkel byggnad med sadeltak belägen högt och med god utsikt över kusten. Två av anläggningarna – den på Smögen och den på Storön i Väderöarkipelagen – fick en påtaglig modernisering under 1930-talet. Då byggdes de till med en utkik belägen på en hög ställning av armerad betong och en utanpåliggande trappa i trä. Dessa lotsutkikar fick därmed förbättrad sikt och innebar ett sista steg i utvecklingen av den manuella bevakningen av sjöfarten. Utkikarna ersattes efter hand av moderna instrument som radar och Deccanavigator samt GPS.

## Beskrivning
Lotsutkiken på Smögenön är högt placerad med överblick åt norr, söder och väster. Cirka 2 kilometer söderut ligger Hållö fyr, som uppfördes 1842. Lotsutkiken är idag kringgärdad av bostadshus i tre väderstreck. I norr sträcker sig Lotsgatan. På berget står ett uppassningshus på hög granitsockel med en liten utbyggd farstu på norrsidan. Farstun leder dels in i huset, men också till en överbyggd trappa som leder till själva utkiken. En högbent betongkonstruktion bär upp den plattform, som utkiken står på. Uppassningshusets fasad är klädd med locklistpanel. Taktassar och vindskivor är profilerade.
Trapphusbyggnaden är uppförd med en stående plankkonstruktion, som utvändigt är klädd med masonit. Trappöverbyggnaden har tre fönster på var sida, ett litet runt fönster/ventiler för varje trappdel och vid viloplanet ett litet kvadratiskt fönster med korsspröjs. Själva utkiken är kvadratisk med platt tak. Runt om finns en utkiksbrygga. På varje vägg finns ett fönster, som invändigt har en liten järnstång att vila kikaren mot. Alla fasader är målade med röd oljefärg.

## Historik
Han fick Hållö fyrs blänk, fast av saltstänk och snö
 han stod halvblind – han fick den i lo,
 och i lä, där låg Smögen, hans hem där hans mor
 just fått brevet från Middelsbrough.
 Nå vad säger Du Karl, går hon klar? – Nej, kapten!
 Vi får blossa, för här är det slut!
 Vi har Hållö om styrbord och brott,
 strax i lä!
 Ut med ankar! Båtarna ut!
- Ur "Det var Blue Bird av Hull" av Evert Taube. Taubes visa skildrar den dramatik, som ett skeppsbrott innebar för de inblandade. Visan om Blue Bird är i och för sig en kombination av flera verkliga skeppsbrott och personer, men bygger ändå på verklighetens grund. Den amerikanska briggen Blue Bird, på resa från Riga till New York, förlorade visserligen riggen i hårt väder norr om Hållö den 26 augusti 1871, men gick aldrig under. Det gjorde däremot ett annat fartyg samma dag, det engelska skeppet Nymph, vars besättning räddades under dramatiska former av manskapet i Smögens då sju år gamla räddningsbåt. Uppsyningsman över räddningsbåten var då lotsåldermannen Lars Larsson på Smögen. Kanske siktades detta skeppsbrott från just Smögens lotsutkik!
Kustpartiet utanför Sotenäs är svårnavigerat och behovet av fyr och lotsning var stort. Smögen och Kungshamn har haft lotsbemanning från 1700-talets början. Den första utkiken på Smögen byggdes 1878, i närheten av den nuvarande. Här uppe på berget hade man bra utsikt åt både norr, söder och väster och man kunde sikta såväl fartyg, vilka seglade längs kusten liksom de, vilka kom in från Skagerack. På Hållö, drygt en distansminut syd Smögen, anlades 1842 en fyrplats. Hållö fyr är därmed en av Bohuskustens äldsta fyrplatser.
Lotsutkiken består idag av två delar, som representerar var sin tid såväl byggnadstekniskt som i funktionellt hänseende. Den äldre delen, en lotsutkik i form av ett mindre hus, är i sin utformning mycket typisk för Fyringenjörskontorets byggnader. Den är uppförd 1899 helt i trä och med drag av schweizerstil. I fönstren finns en öppningsbar liten ruta genom vilken man kunde sticka ut en kikare. Intill huset fanns en flera meter hög träställning med en liten utkiksplattform överst.
Under 1930-talet beslöt man, att ersätta denna plattform med en ny konstruktion i betong. Samtidigt flyttades själva utkiksfunktionen upp på plattformen. Denna förbands med den gamla utkiken via en täckt trappa eller snarare en lejdare. Även denna nya utkik har de karakteristiska "kikaröppningarna". Lotsutkiken på Smögen var i drift fram till 1969 då snabbare lotsbåtar gjorde, att man kunde koncentrera verksamheten till Lysekil. Numera ligger lotsstationen i Fiskebäcksvik vid Brofjorden.
Lotsarna rekryteras ofta bland fiskarbefolkningen. Man började som lotslärling och fick efter att ha tagit lotsexamen bli secondlots och senare mästerlots. Det var vanligt att yrket gick i arv från far till son. Det hände, att fiskare anlitades som reservlotsar. Dessa låg ju ute i havsbandet och var de första att möta fartygen i behov av lotsning. Lotsarna erhöll lotspeng av de lotsade fartygen, vilket gav en osäker och otrygg inkomst. Lotsningen gav så låg ersättning, att det var svårt att få tjänsterna tillsatta vid stationerna i Kungshamn och Smögen på 1870- och 1880-talen. Inkomsten var så knapp, att lotsarna även bedrev fiske som binäring, vilket framgår av visitationsprotokollen.

## Galleri

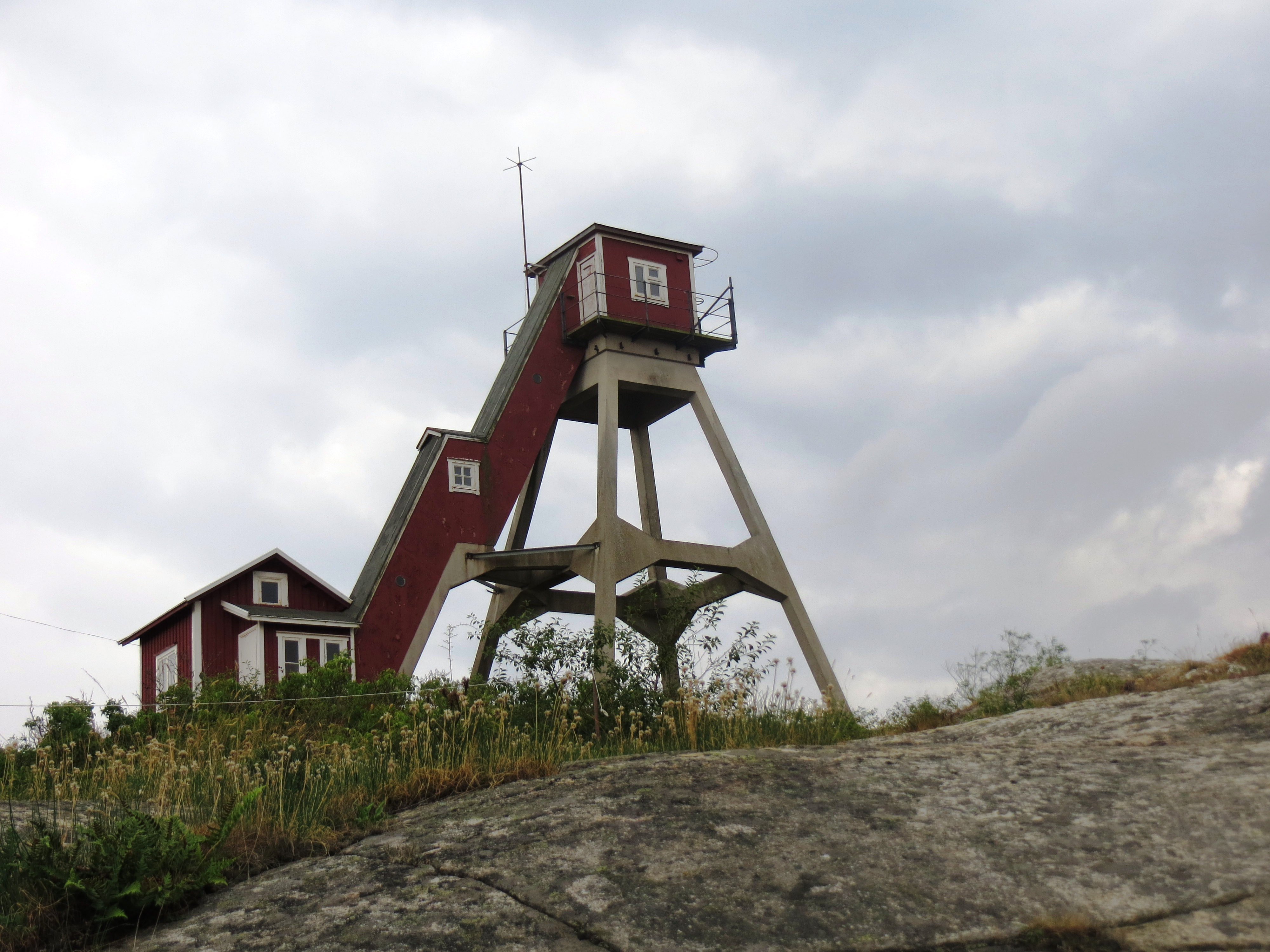
Lotsutkiken.
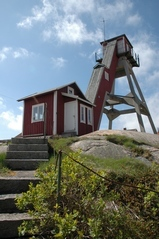
Lotsutkiken med trappa och uppassningshus.
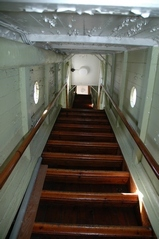
Lotsutkikens trappa med runda fönster som ljusinsläpp.
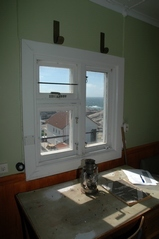
Utkiktornets tredelade fönster.
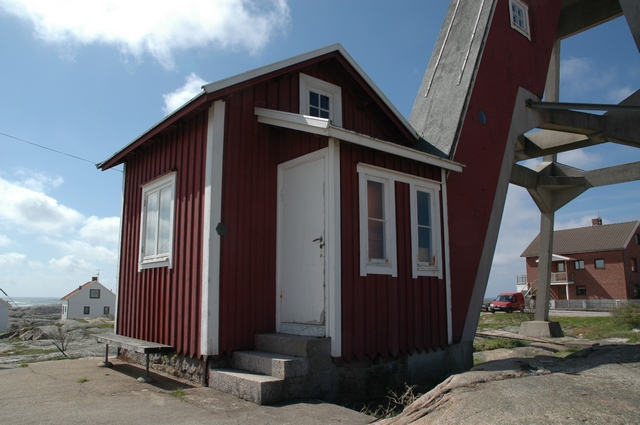
Uppassningshusets ingång.